# Ceratocapnos heterocarpa
Ceratocapnos heterocarpa là một loài thực vật có hoa trong họ Anh túc. Loài này được Durand mô tả khoa học đầu tiên năm 1844.